# Dennis Cooper
Dennis Cooper (Pasadena, California, 10 de enero de 1953) es un escritor estadounidense especializado en la escritura de novelas, poesía y ensayos. Es conocido por la serie de George Miles, una serie de cinco novelas semiautobiográficas publicadas entre 1989 y 2000, descritas como "la intensa disección de las relaciones humanas y la obsesión que la literatura moderna ha intentado abordar alguna vez".
Temáticamente ha abordado de una manera cruda aspectos controvertidos como la violencia, el sexo -especialmente el homosexual-, la miseria humana o la adolescencia. Ello le llevó a mantener una agria polémica con Google cuando la compañía decidió cerrar su blog personal, en la que se encontraba una novela sin publicar, por violar los términos de contrato. Entre sus obras más destacadas se cuentan las novelas Cacheo (1991) y Chaperos (2004).

## Biografía
Dennis Cooper nació el 10 de enero de 1953 y se crio en Covina y Arcadia en el sur de California. Su primer contacto con la lectura fueron libros de autores como Rimbaud, Verlaine, Marques de Sade y Baudelaire. En su adolescencia, estos autores lo inspiraron a escribir sus primeros poemas y cuentos. Cooper era un outsider y el líder de un grupo de poetas, punks, stoners y escritores. Después de la escuela secundaria asistió a Pasadena City College y, más tarde, al Pitzer College.

"Hay quien todavía me pregunta si puedo mandarle pelis snuff o, directamente, niños de doce años. No me malinterpretes, la mayoría de los lectores son personas sensatas que saben que todo es ficción. Ficción que intenta ser verdadera y decir más sobre la vida que la misma realidad. Ya no son cosas escatológicas o directamente perversas como antaño. Tampoco lo echo de menos."
Dennis Cooper (Diario Público, 2008) 

En 1976 fundó la revista Little Caesar Magazine and Press, que dirigió hasta 1982, y contó con la labor de escritores como Brad Gooch, Amy Gerstler, Elaine Equi, Tim Dlugos, Joe Brainard y Eileen Myles. Entre 1980 y 1983 fue director de programación en el Beyond Baroque Library/Arts Center de Venice (California).

"Dennis Cooper es un escritor brillante y original al mismo tiempo que un elegante estilista. Adentrándose sin ningún esfuerzo en terrenos vedados para la literatura, dota a ésta de una seriedad específica, una justificación de su existencia."
Nacho Vegas (Acuarela Libros, 2006) 

En 1985 se trasladó a Ámsterdam durante dos años y medio, donde comenzó el ciclo de George Miles un proyecto que le ocupó diez años y se trata de una secuencia interconectada de cinco novelas. En la actualidad reparte su tiempo entre Los Ángeles y París.

"Europa en general y Francia en particular tienen una larga tradición de grandes escritores que han explorado con desafío los llamados temas controvertidos o perturbadores. En cambio, en Estados Unidos los escritores como yo son demasiado escasos por lo que nuestra obra requiere de mucho más tiempo para ser aceptada por el establishment literario."
Dennis Cooper (Factory Magazine, 2013) 

### Ciclo de George Miles
El ciclo de George Miles incluye las novelas Closer (1989), Frisk (1991), Try (1994), Guide (1997) y Period (2000). Las tres primeras han sido editadas en español por Editorial Anagrama con los títulos Contacto, Cacheo y Tentativa. La cuarta, titulada Guía, fue editada en español por Acuarela Libros, con prólogo de Nacho Vegas. Period no ha sido traducida al español.
Este ciclo de obras comenzó a escribirse en 1986 cuando Cooper residía en Ámsterdam tras una etapa previa de intensa experimentación con drogas y sexo. Con dicha experiencia afrontó el ciclo ya que, aunque era una idea que tuvo desde la adolescencia, consideró que tenía suficiente base para escribir de ello con conocimiento de causa. La primera novela, Closer, introduce los temas, atmósfera, arquetipos y estilo. El resto de las novelas reflejan las consecuencias de las vivencias del personaje central, mostrando el daño causado por la violencia, el consumo de drogas y la agitación emocional de cada novela previa. El daño destruye componentes de la novela anterior o lo hace imposible de utilizar. George Miles es el personaje central del ciclo pero cambia de una identidad a otra para satisfacer el propósito de cada novela. Sus protagonistas son homosexuales, personajes oscuros, que se recrean en su sufrimiento. Las drogas forman parte esencial, donde los personajes viven en un mundo donde ya no sienten. Esa crudeza es para muchos parte del encanto de su literatura.

"Soy un anarquista por principio. Creo que la vida es una batalla continua contra las creencias y los estereotipos que el poder ha ido perpetuando. Si pensar que las personas son fundamentalmente buenas y las estructuras de control perversas es una idea romántica, lo soy."
Denis Cooper (El Mundo, 2002) 

### Obra posterior
Sus novelas posteriores son My Loose Thread (Un cabo suelto, editorial El tercer nombre) (2002), The Sluts (Chaperos, editorial El tercer nombre) (2005) y God Jr (2005). Otras obras incluyen las colecciones de cuentos cortos Wrong (1992) y Ugly Man (2009), poesía en The Dream Police: selected poem '69-93 (1994) y The Weaklings (2008-2013), así como Smothered in Hugs: Essays, Interviews, Feedback, and Obituaries (2010).

## Críticas
Dennis Cooper podría ser el primer y único escritor homosexual amenazado de muerte desde partes de la misma comunidad homosexual. Es acusado de vivir una "homofobia internalizada" y de ser un "virulento anti gay".

"Ser homosexual no es importante en mi vida. Mis personajes tampoco hablan de ello. Resulta que desean a quien desean, el género no es relevante. Eso es significativo porque ese deseo se vuelve incontrolable, descabellado, salvaje. Tengo la suerte de ser uno de esos pocos escritores que, siendo gay como Burroughs o Genet, y a pesar de hablar de forma explícita sobre sexo, no se han distanciado de esos lectores que no comparten sus gustos en la cama."
Dennis Cooper (Diario Público, 2008) 

## Obras

### Ficción
Ciclo de George Miles
- Closer (1989), traducida al español como Contacto
- Frisk (1991), traducida al español como Cacheo
- Try (1994), traducida al español como Tentativa
- Guide (1997), traducida al español como Guía
- Period (2000)

Otras novelas
- My Loose Thread (2002), traducida al español como Un cabo suelto
- The Sluts (2004), traducida al español como Chaperos
- God Jr. (2005)
- The Marbled Swarm (2011)
- I Wished (2021)

Ficción corta y misceláneos
- Antoine Monnier (1978)
- My Mark (1982)
- Safe (1985)
- Wrong (1992)
- Ugly Man (2009)
- The Pyre/Le Bucher (2013)
- Zac's Haunted House (2015)
- Zac's Control Panel (2015)

### Poesía
- The Terror of Earrings (1973)
- Tiger Beat (1978)
- Idols (1979)
- Tenderness of the Wolves (1981)
- The Missing Men (1981)
- He Cried (1985)
- The Dream Police: Selected Poems '69–93 (1994)
- Thee Tight Lung Split Roar Hums 2004)
- The Weaklings (2008)
- The Weaklings (XL) (2013)

### Colaboraciones y no ficción
- Jerk (con Nayland Blake, 1994)
- Horror Hospital Unplugged (novela gráfica con ilustraciones de Keith Mayerson, 1997)
- All Ears (crítica, 1997)
- Weird Little Boy' (textos para un CD de John Zorn, Mike Patton, Trey Spruance, Chris Cochrane, William Winant, 1998)
- Violence, faits divers, littérature (2004)
- Dennis (disco/libro, 2006)
- Two Texts for a Puppet Play by David Brooks (con Stephen O'Malley, 2008)
- SAFE with Dennis Cooper Ugly Man CD (2008)
- Peter Rehberg/Dennis Cooper Music for GV (2008)
- Smothered in Hugs: Essays, Interviews, Feedback, Obituaries (2010)
- Jerk / Through Their Tears CD/book (con Gisèle Vienne, Peter Rehberg, 2011)
- Last Spring: The Maps multi-volume zine (con Gisèle Vienne, 2011–2012)
- Gisèle Vienne 40 Portraits 2003 - 2008 (2012)
- GONE: Scrapbook '80 - '82 (2014)